# Procallimus rapillyi
Procallimus rapillyi är en skalbaggsart som beskrevs av Jean François Villiers 1973. Procallimus rapillyi ingår i släktet Procallimus och familjen långhorningar.
Artens utbredningsområde är Iran. Inga underarter finns listade i Catalogue of Life.